# Jan Maas (Radsportler, 1900)
Johannes Leonardus „Jan“ Maas (* 17. Juni 1900 in Steenbergen; † 5. September 1977 ebenda) war ein niederländischer Radrennfahrer.
Zweimal nahm Jan Maas an Olympischen Spielen teil. 1924 in Antwerpen startete er in drei Disziplinen. In der Mannschaftsverfolgung auf der Bahn, gemeinsam mit Gerard Bosch van Drakestein, Simon von Poelgeest und Frans Waterreus, schied das Team der Niederlande in der ersten Runde aus. Im 50-Kilometer-Rennen (Scratch) wurde er Siebter und war maßgeblich beteiligt am Sieg seines Mannschaftskameraden Ko Willems. Auf Anweisung des Mannschaftsleiters Bosch van Drakestein attackierte er während des Rennens ständig, um die anderen Fahrer zu erschöpfen; der Plan gelang: Willems errang die Goldmedaille. Im olympischen Straßenrennen belegte er den 19. Platz. Für die Mannschaftswertung wurden die Ergebnisse der vier besten Fahrer der Niederlande zusammengezählt, und das Team belegte Platz sechs.
Bei den Olympischen Sommerspielen 1928 in Amsterdam errang Maas gemeinsam mit Bosch van Drakestein, Janus Braspennincx, Jan Pijnenburg und Piet van der Horst die Silbermedaille in der Mannschaftsverfolgung auf der Bahn.
Dreimal fuhr Maas auch bei UCI-Straßen-Weltmeisterschaften: 1922 wurde er Neunter, 1923 belegte er Platz 21 und 1924 Platz 20.